# 359. pehotni polk (Italija)
359. pehotni polk Calabria je bil pehotni polk (Kraljeve) Italijanske kopenske vojske.